# 小菱叶茴芹
小菱叶茴芹（学名：Pimpinella rhomboidea var. tenuiloba）为伞形科茴芹属下的一个变种。

## 扩展阅读
- 維基物種上的相關：小菱叶茴芹